# Сан Мауро Форте
Сан Мауро Форте (итал. San Mauro Forte) је насеље у Италији у округу Матера, региону Базиликата.
Према процени из 2011. у насељу је живело 1648 становника. Насеље се налази на надморској висини од 495 м.

## Становништво
Према резултатима пописа становништва 2011. у општини је живело 1.710 становника.
| 1931. | 1936. | 1951. | 1961. | 1971. | 1981. | 1991. | 2001. | 2011. |
| ----- | ----- | ----- | ----- | ----- | ----- | ----- | ----- | ----- |
| 3.013 | 3.234 | 3.715 | 3.689 | 3.057 | 3.005 | 3.025 | 2.306 | 1.710 |